# Ahmad Sulajman
Ahmad Mahmud Sulajman (arab. أحمد محمود سليمان) – egipski piłkarz, uczestnik Igrzysk Olimpijskich 1928.
Zawodnik był członkiem reprezentacji Egiptu podczas igrzysk w 1928 roku, z którą zajął wówczas 4. miejsce w turnieju. Piłkarz wystąpił tylko w pierwszym spotkaniu Egipcjan (1/8 finału) przeciwko Turcji, wygranym 7:1.